# Auditor de guerra
Se llamaba auditor de guerra al juez letrado que, afecto a una capitanía general, entiende en primera instancia en las causas que se forman contra individuos del ejército. El auditor tenía el sueldo y consideración de coronel.
Desde la guerra de África se dispuso en España que en lo sucesivo acompañara a cada cuerpo de ejército un auditor para ejercer las funciones de fiscal y las de asesor en las de acompañar a una división que tuviera que obrar por separado. También había auditores de artillería, de marina, y auditores fiscales del Supremo Tribunal de guerra y marina. 